# Hussvamp
Hussvamp eller Ægte Hussvamp er en svamp i familien Coniophoraceae.
Især kendt som skadevolder i bygningskonstruktioner, hvor den angriber og nedbryder trækonstruktioner. Reparationsomkostningerne kan nemt blive meget omfattende, da det er nødvendigt at opspore og fjerne alt angrebet materiale.
Svampen danner store, uregelmæssige "kokasseagtige", brunlige frugtlegemer, med et foldet, poreagtigt sporedannende lag på undersiden. Ofte ser man ikke frugtlegemer, men kun svampens mycelietråde eller blot sporene i form af nedbrudt træ.
Ægte Hussvamp er temmelig følsom overfor temperaturpåvirkninger og tåler ikke temperaturer under frysepunktet eller over 35 grader celsius. Dette kan udnyttes til bekæmpelse af svampen ved opvarmning af det angrebne materiale.
Ægte Hussvamp er kendt som skadevolder i bygninger i de fleste verdensdele, men er kun fundet få steder under naturlige forhold, Himalaya, Tjekkiet og Californien. Nye iagttagelser tyder på, at den i naturen lever som rod-patogen på nåletræer.